# Heptyn
Heptyn – organiczny związek chemiczny, węglowodór nienasycony, należący do szeregu homologicznego alkinów o prostym łańcuchu.
Istnieją 3 izomery heptynu różniące się położeniem wiązania potrójnego:
- 1-heptyn[a] (hept-1-yn[b]): CH≡C−CH
2−CH
2−CH
2−CH
2−CH
3 numer CAS: 628-71-7
- 2-heptyn[a] (hept-2-yn[b]): CH
3−C≡C−CH
2−CH
2−CH
2−CH
3 numer CAS: 1119-65-9
- 3-heptyn[a] (hept-3-yn[b]): CH
3−CH
2−C≡C−CH
2−CH
2−CH
3 numer CAS: 2586-89-2

## Właściwości chemiczne
Podobnie jak inne związki z wiązaniem potrójnym ulega reakcji addycji z chlorowcami (chlorem, bromem i jodem).